# Justicia de Aragón

Wappenschild des historischen Justicia de Aragón

El Justicia de Aragón (aragonesisch Chusticia d'Aragón) ist die Bezeichnung für ein öffentliches Amt, das im Königreich Aragonien ab dem Ende des 12. Jahrhunderts bis 1711 bestand. Die Aufgabe des Amtsinhabers war es darauf zu achten, dass die niedergelegten Rechte (Fueros) und das Gewohnheitsrecht (katalanisch Usatge / spanisch Usaje) des Landes beachtet wurden. Im Autonomiestatut der Autonomen Gemeinschaft Aragonien von 1982 wurde dieses Amt, mit veränderten Aufgaben, wieder eingeführt.

## Der Justicia de Aragón vom Mittelalter bis zur frühen Neuzeit

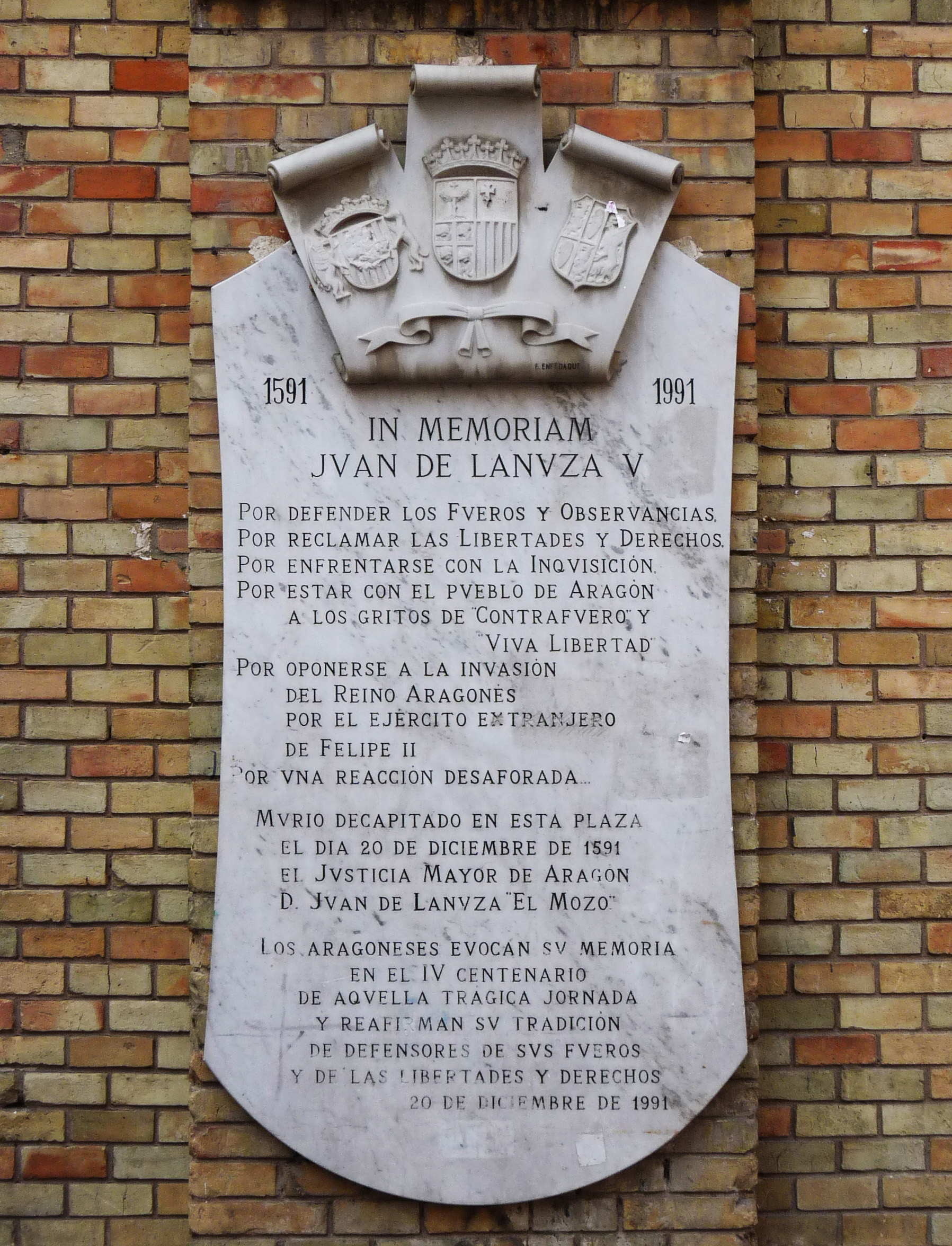
Gedenktafel für Juan de Lanuza y Urrea in Saragossa

### Geschichte der Einrichtung
Das Amt des Justicia de Aragón entstand am Ende des 12. und zu Beginn des 13. Jahrhunderts. Der Justicia war anfangs nur Vermittler in Streitfällen und Unstimmigkeiten zwischen dem König und dem hohen Adel. Der Amtsinhaber wurde normalerweise auf Lebenszeit vom König ernannt. Zwischen 1439 und 1591 wurde das Amt in der Familie Lanuza vererbt. Der Justicia gehörte dem niederen Adel an. So konnte er dem König nicht zu mächtig werden und war für den hohen Adel eine außenstehende Person. Nach dem König war der Justicia die bedeutendste und angesehenste politische Einrichtung des Königreiches Aragonien. Einerseits versuchte insbesondere der Hohe Adel seine Interessen bei dem Amtsinhaber zur Geltung zu bringen. Andererseits übte der König häufig Druck auf ihn aus. 1591 ließ Philipp II. den letzten Justicia aus dem Hause Lanuza, Juan de Lanuza y Urrea wegen Rebellion hinrichten. Philipp V. schaffte das Amt des Justicia de Aragón im Jahr 1711 mit der Einführung der Decretos de Nueva Planta ab.

### Aufgaben
Die in der Öffentlichkeit am stärksten wahrgenommene Aufgabe des Justicia de Aragón war die Vereidigung der Könige von Aragonien bei ihrer Amtsübernahme in der Kathedrale von Saragossa. Während der Eidesleistung kniete der König vor dem Justicia de Aragón.
Nach der Eröffnung der Cortes durch den König oder seinen Stellvertreter führte der Justicia bei Abwesenheit des Königs den Vorsitz.
Im Lauf der Zeit verlagerte sich die Haupttätigkeit immer mehr von der Vermittlung zwischen Krone und hohem Adel und innerhalb des Adels, auf die Streitschlichtung zwischen den Monarchen und den Bürgern sowie zwischen den Kammern der Cortes. Er war auch berechtigt die Einhaltung der Freiheitsrechte insbesondere des „Privilegio General de Aragón“ durch die Behörden zu überprüfen und dem König und den Cortes darüber zu berichten.
Der Justicia de Aragón war der juristische Berater der Könige und ihrer Stellvertreter besonders in Fragen des örtlichen aragonischen Rechtes (Fueros). Er war zuständig für die Auslegung dieser Vorschriften. Er sollte den König darauf hinweisen wenn ein neues Gesetz oder ein sonstiges Dokument wie z. B. ein Testament nicht dem überkommenen Recht in Aragonien entsprach.  Jimeno Pérez de Salanova war von 1294 bis 1330 Justicia de Aragón. Er übersetzte die bisher nur auf Latein vorliegenden Fueros ins Spanische. Neue Gesetze wurden vom Justicia veröffentlicht und bei ihm hinterlegt.

## Der Justicia de Aragón seit 1982
Das Amt des Justicia de Aragón wurde im Jahr 1982 neu geschaffen und im Autonomiestatut der Autonomen Gemeinschaft Aragonien verankert. Der Justicia de Aragón steht protokollarisch im heutigen Aragonien hinter dem Präsidenten der Diputación General (Regionalregierung) und dem Präsidenten der Cortes (Regionalparlament) an dritter Stelle.  Der Justicia de Aragón wird von den Cortes de Aragón alle fünf Jahre mit wenigstens einer 3/5 Mehrheit gewählt. Das Amt des Justicia de Aragón entspricht etwa dem des Defensor del Pueblo auf der Ebene des Königreichs  oder eines Ombudsmanns. Er soll die Individual- und Kollektivrechte der Bürger verteidigen.
Er ist kein Organ der Rechtspflege. Er spricht kein Recht und hat auch keine Möglichkeit auf Gerichtsverfahren Einfluss zu nehmen. Das Amt ist vor allem eine moralische Instanz.
Der Justicia kann die Tätigkeiten der Verwaltung der Autonomen Region und der untergeordneten Verwaltungseinheiten (Stadtverwaltungen) kontrollieren. Er hat ein Auskunfts- und Akteneinsichtsrecht gegenüber allen Behörden der Autonomen Gemeinschaft Aragón und den Lokalbehörden und kann Vorschläge machen die diese Behörden allerdings nicht verpflichten.
Jede natürliche oder juristische Person kann sich direkt mit Beschwerden im Bezug auf Behördentätigkeit an den Justicia wenden. Dabei sind die Nationalität, der Wohnsitz, die Minderjährigkeit, die fehlende Geschäftsfähigkeit oder die Inhaftierung nicht von Bedeutung. Die Cortes und die Untersuchungsausschüsse der Cortes können den Justicia mit Nachforschungen beauftragen. Auch Mitglieder lokaler Körperschaften können um ein Eingreifen bitten.
Stellt der Justicia Rechtsverstöße von Behörden fest, so informiert er die übergeordneten Behörden oder auch die zuständigen Organe der Justiz und setzt sich mit den Cortes in Verbindung.  Der Justicia legt den Cortes jedes Jahr einen Bericht über seine Tätigkeit vor.